# كاسترونو
كاسترونو هي كومونا (بلدية) في مقاطعة فريزة في منطقة لومباردي الإيطالية وتقع على بعد حوالي 40 كيلومتر (25 ميل) شمال غرب ميلانو وحوالي 10 كيلومتر (6 ميل) جنوب غرب فريزة .
وتعمل محطة سكة حديد كاسترونو على خدمتها .

## التاريخ
لا يُعرف الكثير عن قصة القرية حتى وان قال المؤرخون ان الآثار يمكن أن تعود إلى عصر الامبراطورية الرومانية وخلال القرون الوسطى شاركت كاسترونو في حرب بين مدينتي ميلانو وكومو .